# Édouard Yves
Édouard Émile Gustave Yves (ur. 26 października 1907 w Katako-Kombe) – belgijski florecista i szablista pochodzenia kongijskiego, brązowy medalista olimpijski i czterokrotny medalista mistrzostw świata.
Na igrzyskach olimpijskich w Amsterdamie w 1928 roku w szabli indywidualnej odpadł w pierwszej rundzie, a w drużynowej zajął siódme miejsce. Po II wojnie światowej wystąpił na igrzyskach olimpijskich w Londynie w 1948 roku, gdzie Belgowie w składzie: Georges de Bourguignon, Henri Paternóster, Édouard Yves, Raymond Bru, André van de Werve de Vorsselaer i Paul Valcke zdobyli drużynowo brązowy medal. Wystąpił tam także w szabli drużynowej, zajmując czwarte miejsce. Brał też udział w igrzyskach olimpijskich w Helsinkach w 1952 roku, gdzie zajął piąte miejsce w szabli drużynowej oraz florecie drużynowym.
Podczas mistrzostw świata w Liège w 1930 roku razem z Raymondem Bru, Maxem Janletem, Pierre’em Pêcherem, Robertem T’Sasem i Georges’em de Bourguignonem zdobył brązowy medal we florecie drużynowym. Na mistrzostwach świata w Lizbonie (1947) wywalczył srebrny medal w szabli drużynowej oraz brązowy we florecie drużynowym. Ponadto zdobył brązowy medal w szabli drużynowej na mistrzostwach świata w Sztokholmie (1951).